# سهير العلي
سهيرالعلي هي وزيرة سابقة شغلت منصب وزير التخطيط والتعاون الدولي في الأردن في حكومة عدنان بدران وحكومة معروف البخيت.

## المؤهلات العلمية
- ماجستير في اقتصاد التنمية من جامعة جورج تاون في الولايات المتحدة الامريكية.

## السيرة الذاتية
- تولت السيدة سهير العلي حقيبة وزارة التخطيط والتعاون الدولي مع صدور الإرادة الملكية السامية بتشكيل حكومة المهندس نادر الذهبي بتاريخ 25/11/2007 وذلك للمرة الثالثة على التوالي، حيث كانت السيدة العلي قد تولت حقيبة وزارة التخطيط والتعاون الدولي في حكومة الدكتور معروف البخيت بتاريخ 27/11/2005 وفي حكومة الدكتور عدنان بدران والتي شكلت بتاريخ 7/4/2005.
- شغلت السيدة العلي قبل توليها حقيبة التخطيط والتعاون الدولي منصب مدير عام وممثلاَ لمجموعة سيتي غروب في الأردن منذ 1996، وكانت قبل ذلك ومنذ 1993 قد شغلت منصب مدير عام المكتب التمثيلي للبنك السعودي الأمريكي في نيويورك.
- انضمت السيدة العلي إلى سيتي بنك في الأردن بعد حصولها على درجة الماجستير في اقتصاد التنمية من جامعة جورج تاون في الولايات المتحدة، حيث بدأت عملها المهني مع سيتي بنك كمتدربة تنفيذية ثم تدرجت في عدة مناصب في سيتي بنك قبل انتقالها إلى نيويورك لتتولى منصبها كمدير عام المكتب التمثيلي للبنك السعودي الأمريكي.
- بالإضافة إلى عضوياتها الرسمية كوزير للتخطيط والتعاون الدولي.

شعار اللجنة الوطنية الأردنية لشؤون المرأة

## مناصب
- 1993 مدير عام المكتب التمثيلي للبنك السعودي الأمريكي في نيويورك
- 1996 مدير عام وممثلا لمجوعة ستي جروب في الأردن
- 2005 وزير التخطيط والتعاون الدولي
- وزير التخطيط والتعاون الدولي 2005-2007
- وزير التخطيط والتعاون الدولي 2007-2009
- وزير التخطيط والتعاون الدولي 2010
- المدير العام وممثلاً لمجموعة سيتي جروب في الأردن منذ 1996
- عضواً في مجلس الاعيان الرابع والعشرون

## العضويات
تشارك أيضاً بعضوية عدد من المجالس في المؤسسات والهيئات والمنظمات غير الحكومية المهنية والأكاديمية والأعمال، والتي من ضمنها:
- عضو مجلس أمناء في الصندوق الهاشمي.[1][2]
- عضو مجلس أمناء في مركز الحسين للسرطان.
- عضو مجلس أمناء في جامعة الأميرة سمية للتكنولوجيا.
- عضو مجلس أمناء في الجمعية الملكية للفنون الجميلة.
- عضو في «أصدقاء يونيسيف من أطفال الأردن».
- عضو مؤسس في جمعية الأعمال الأردنية الأمريكية .(JABA)

- منصب مدير عام المكتب التمثيلي للبنك السعودي الأمريكي في نيويورك منذ عام 1993 .
- عضو مجلس امناء في الصندوق الأردني الهاشمي للتنمية البشرية .
- عضو في اللجنة الوطنية الأردنية لشؤون المرأة .
- عضو مجلس امناء في الهيئة الملكية الاردنية للافلام
- عضو في المجلس الاعلى للعلوم والتكنولوجيا
- عضو مؤسس لملتقى النساء العالمي – فرع الأردن .
- عضو اللجنة التوجيهية للبنك الدولي المعنية بالنوع الاجتماعي .
- عضو المجلس الاستشاري / الجامعة الألمانية الأردنية / كلية طلال أبو غزالة لادارة الأعمال .
- عضو تكية أم علي .
- عضو فخري في مجلس إدارة الغرفة التجارية العربية الأمريكية الوطنية (NUSACC)
- عضو في عدد من الهيئات الملكية ومنها المجلس الاقتصادي الاستشاري وهيئة الأردن اولا.
- عضواً في مجلس إدارة جمعية البنوك في الأردن
- عضواً في مجلس إدارة جمعية المصرفيين العرب في أمريكا الشمالية (ABANA)

## جوائز
- وسام الاتحاد العربي للمحاربين القدماء وضحايا الحرب التابع لجامعة الدول العربية[3]

## انظر ايضاً
اتحاد المرأة الأردنية

## روابط خارجية
موقع وزارة التخطيط